# Olivari
Olivari B. S.p.A. é uma fábrica italiana de puxadores, maçanetas e acessórios para portas e janelas com sede em Borgomanero, na província de Novara.
A empresa, de gestão familiar no ativo desde 1911, tem tido ao longo da história a colaboração de importantes arquitetos e designers internacionais.

## História
Em 1911, Battista Olivari funda em Borgomanero a Fonderia e Torneria B. Olivari srl. Desde o início, produz puxadores e acessórios para a decoração em metal (latão, bronze, alumínio).
A empresa tem uma significativa produção quando em 1926 Battista Olivari morre, deixando seis filhos ainda jovens. A viúva, Antonietta, assume a direção da empresa e torna-se uma das primeiras senhoras italianas a administrar uma empresa metalomecânica.
Iniciam a primeira colaboração com o arquiteto Marcello Piacentini para o novo Palácio da Justiça de Milão, com os arquitetos Alberico e Lodovico Barbiano di Belgiojoso para a Casa Feltrinelli, e com Gio Ponti para o Palazzo Montecatini de Milão (mais tarde para o Palazzo degli Uffici do EUR de Roma), cada uma gerando um novo modelo de puxador.
Com a morte de Antonietta em 1948, o filho Ernesto assume a direção da empresa e consolida a colaboração com arquitetos italianos para produzir os puxadores das suas novas edificações.
Olivari introduz novos materiais (cabo Bica em alumínio anodizado, para o Palazzo Bica) e entra em muitos projetos (Arranha-céus Pirelli, Torre Velasca, Primeiro Prédio Snam, Torre al Parco, os transatlânticos Leonardo Da Vinci, Michelangelo e Raffaello, etc.).
Com os anos ’60-’70 também a produção Olivari é influenciada pela emergente disciplina de design de produto: com Joe Colombo ee o seu puxador para-choques Beta de 1971 inova-se funcionalidade e sistema de fixação, enquanto com o modelo Boma de GPA Monti, 1970, dá-se inicio a experiencias com novos materiais, em particular do plástico. Os anos ’80 vêm a colaboração com muitos designers, enquanto de 1976 a 1990 entra progressivamente na firma a terceira geração da família.
Em 1989 Alessandro Mendini inicia uma colaboração com a Olivari, consolidando a identidade da empresa e valorizando o património artístico. Nos anos ’90, a empresa moderniza a tecnologia utilizada no processo produtivo, introduzindo formas e estilos atuais e inserindo no catálogo muitos produtos fruto da colaboração com arquitetos de fama mundial.

## Projetos
Os puxadores Olivari são utilizados em numerosos projetos e muitos modelos foram desenhados por arquitetos especificamente destinados aos seus edifícios. Alguns exemplos desses projetos são:
- Planet, Burj Khalifa em Dubai;
- Beta, refúgio Capanna Margherita no Monte Rosa;
- Lama para o arranha-céu Pirelli em Milão;
- Denver para o quarteirão City Life em Milão;
- Iustitia e Libertas para o Palácio da Justiça de Milão;
- Velasca para Torre Velasca em Milão;
- E42 para o Edifício Palazzo degli Uffici do EUR de Roma;
- Conca para o Hotel Mandarin Oriental em Barcelona.

## Colaborações
A empresa colaborou ao longo do tempo com arquitetos e designers entre os quais: Zaha Hadid, Daniel Libeskind, Jean Nouvel, Rem Koolhaas, Toyo Ito, Ferdinand Alexander Porsche, Steven Holl, Dominique Perrault, Piero Lissoni, Marcel Wanders, Patrícia Urquiola, Gio Ponti, Marcello Piacentini, Alessandro Mendini, Luigi Caccia Dominioni, Vico Magistretti, Antonio Citterio, Ben Van Berkel, Giorgetto Giugiaro, Shigeru Ban, Barber & Osgerby, BBPR, Joe Colombo, Rodolfo Dordoni, Enzo Mari, Peter Marino, Richard Sapper, Vincent Van Duysen e muitos outros.

## Prêmios e reconhecimentos
- Menção do Compasso d'Oro 1979 para Produto com o puxador Boma de GPA Monti[1].
- Compasso d'Oro 1991 para o Produto com o puxador Alessia de Giotto Stoppino[36]
- Menção de Honra do Compasso d'Oro 2014 de Processo Produtivo para investigação e inovações tecnológicas trazidas ao processo produtivo[37].

## Links externos
- «Sito ADI Associazione Disegno Industriale». https://www.adi-design.org/xvi-edizione-premio-compasso-d-oro-adi.html
- «Sito ufficiale Olivari». https://www.olivari.it